# Aldeadávila de la Ribera
Aldeadávila de la Ribera település Spanyolországban, Salamanca tartományban. Aldeadávila de la Ribera Masueco, La Zarza de Pumareda, Mieza, Mogadouro és Freixo de Espada à Cinta községekkel határos. Lakosainak száma 1120 fő (2024).

## Népesség
A település népessége az elmúlt években az alábbi módon változott:
| Lakosok száma | 1664 | 1518 | 1400 | 1395 | 1364 | 1288 | 1258 | 1224 | 1159 | 1120 |
|               | 2001 | 2004 | 2007 | 2009 | 2012 | 2014 | 2017 | 2019 | 2022 | 2024 |